# 鎌田正信
鎌田 正信（かまだ まさのぶ、1882年（明治15年）5月6日 - 1964年（昭和39年）9月8日）は、大日本帝国陸軍軍人。最終階級は陸軍少将。功五級。

## 経歴
徳島県出身。陸軍士官学校第15期卒業。1921年（大正10年）4月に陸軍騎兵少佐に進級し、1923年（大正12年）9月時点で陸軍騎兵学校教官の任にあった。1925年（大正14年）5月に陸軍騎兵中佐に進級し、同年12月に騎兵第15連隊附を発令された。1925年（大正15年）3月に騎兵第6連隊長（第6師団）に就任し、1928年（昭和3年）3月に騎兵第25連隊長（第3師団・騎兵第4旅団）に転じ、1929年（昭和4年）8月に陸軍騎兵大佐に進級した。
1931年（昭和6年）3月に軍馬補充部三本木支部長に着任し、1933年（昭和8年）8月に軍馬補充部附となり、1934年（昭和9年）3月に陸軍少将に進級した。同年8月に騎兵第3旅団長（第8師団）に就任し、1936年（昭和11年）8月1日に参謀本部附となり、9月19日に待命、9月26日に予備役に編入された。

## 栄典
勲章等
- 1940年（昭和15年）8月15日 - 紀元二千六百年祝典記念章[10]